# Brachmia inornatella
Brachmia inornatella — вид лускокрилих комах з родини виїмчастокрилі молі (Gelechiidae).

## Поширення
Вид поширений в Європі, за винятком Ірландії, Норвегії, Литви та більшої частини Південної Європи.

## Опис
Розмах крил 14-16 мм.

## Спосіб життя
Імаго зареєстровано на крилі з травня по серпень. Личинки живляться різними травами, в тому числі Phragmites australis. Вони годуються всередині стебла.